# Brycaławiczy (przystanek kolejowy)
Brycaławiczy (biał. Брыцалавічы, ros. Брицаловичи) – przystanek kolejowy w lasach, 2,7 km od miejscowości Brycaławiczy, w rejonie osipowickim, w obwodzie mohylewskim, na Białorusi. Położony jest na linii Osipowicze – Mohylew.